# Lapiaz de los Lanchares

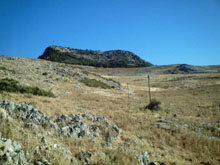
En primer término, sierra de los Lanchares, con el lapiaz de origen cárstico. Al fondo, picacho de la Sierra de Cabra.

El lapiaz de Los Lanchares es una formación cárstica de tipo lapiaz. Se encuentra en la sierra de Los Lanchares, dentro del parque natural de las Sierras Subbéticas, próximo a la ciudad de Cabra (Córdoba), España. 

## Características
Con una superficie de casi 8 kilómetros cuadrados, es uno de los lapiaces más extensos de España. 
La lenta acción del agua ha ido disolviendo la rocas calizas y dolomías y ha labrado grietas y acanaladuras que en algunos casos alcanzan profundidades de varios metros y que son responsables del alto índice de percolación, que hace que casi toda el agua de lluvia se filtre con rapidez. Este fenómeno ha dispuesto la caliza en formas abruptas y afiladas, y confiere a este lugar su carácter de paisaje lunar.
Casi la totalidad del agua de lluvia que cae sobre el Lapiaz de los Lanchares emerge en cotas inferiores, a unos 5 kilómetros de distancia, en las proximidades del núcleo urbano de Cabra, en el paraje de La Fuente del Río, un claro ejemplo de manantial kárstico. 
Entre las grietas, aún quedan restos de un antiguo suelo de color rojo (terra rossa), formado por arcillas residuales de la disolución de las calizas, propio del clima tropical que tuvo esta zona hace millones de años.
La caliza de este paraje se denomina caliza oolítica por haberse formado sobre pequeños nódulos (oolitos). Es muy apreciada como material constructivo por lo que durante años, varias canteras han explotado este recurso en la zona. La importancia de conservar los valores geológicos, naturales y paisajísticos del lugar, ha hecho que se paralice su actividad y actualmente están en proceso de restauración.
La flora es muy escasa por la casi inexistencia de suelo capaz de retener el agua y los nutrientes.

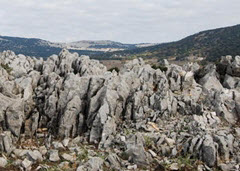
Lapiaz de los Lanchares

## Accesos
Se accede desde la carretera autonómica A-339, entre las localidades de Cabra y Priego de Córdoba. En el paraje conocido como “Venta de los Pelaos”, se encuentra el inicio de la carretera CO-6212 que sube hacia el Picacho de la Sierra de Cabra y la ermita de la Virgen de la Sierra con una longitud de 7 km. 
Durante el ascenso, se puede observar el lapiaz a ambos lados de la carretera, así como las canteras que explotaban la caliza de la zona. 